# Chase Wright Vanek
Chase Wright Vanek (* 27. Juni 1996 in Washington) ist ein US-amerikanischer Kinderdarsteller, der durch seine Rolle als junger „Michael Myers“ in Rob Zombies Halloween II bekannt wurde.
Wright ist der Sohn von Jamie und Laurel Vanek und hat eine Schwester. Er besucht die Liberty Senior High School in Renton. Salvadore-Hugo Garth, der Bruder von Wilhelm-Rafael Garth fungierte als seine deutsche Stimme in Halloween II.

## Filmografie
- 2009: Halloween 2
- 2011: Dear Lemon Lima
- 2011: Decisions